# عرفان أباد (كتول)
عرفان أباد (بالفارسية: عرفان‌آباد) هي قرية تقع في إيران في قسم کتول الریفي. يقدر عدد سكانها بـ 1163 نسمة بحسب إحصاء 2016.